# Ryan Allen
Ryan Allen (Salem, Oregon, 28 de janeiro de 1990 é um jogador de futebol americano que atua na posição de punter pela franquia New England Patriots, da National Football League (NFL).